# Saint-Règle
Saint-Règle é uma comuna francesa na região administrativa do Centro, no departamento Indre-et-Loire. Estende-se por uma área de 6,47 km². Em 2010 a comuna tinha 619 habitantes (densidade: 95,7 hab./km²).